# 中僑互助會

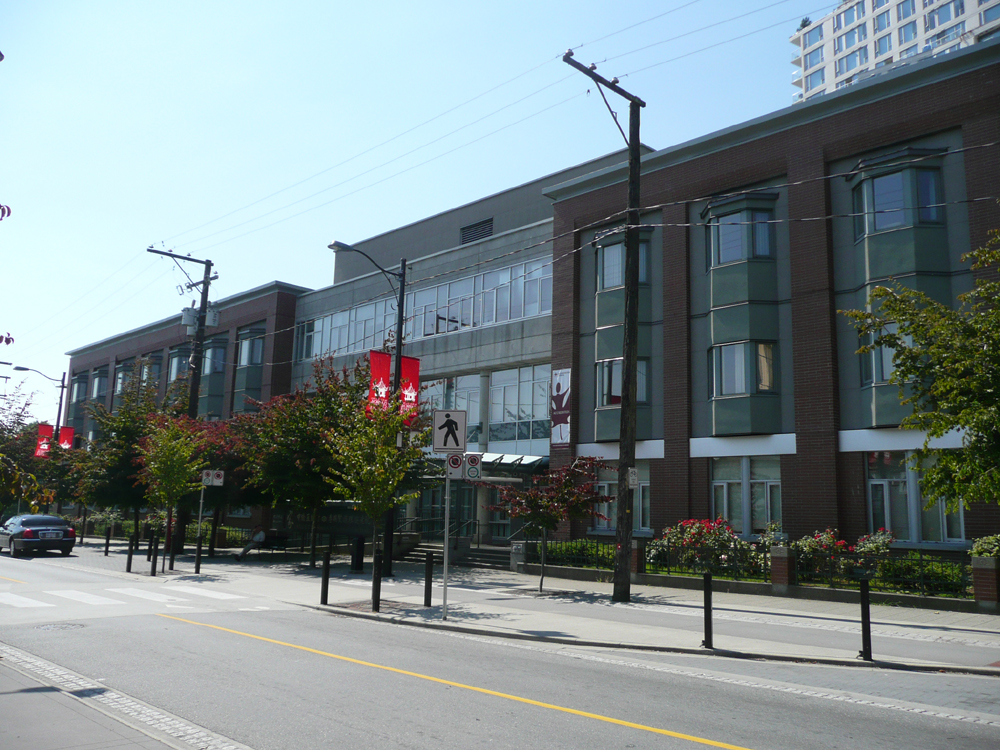
位於溫哥華華埠的中僑互助會李國賢護理安老院

中僑互助會（S.U.C.C.E.S.S.；簡稱中僑）是加拿大卑詩省最大的社會服務團體之一，服務對象是省内的各族裔新舊移民和居民，主要目的是協助新移民適應新生活、協助新舊移民融入社會。中僑現時於卑詩省設有29個辦事處，並於上海、台北和首爾設有移民服務辦事處。中僑輔導移居加拿大的新移民績效卓著，獲得加拿大移民局的認同與支持。
中僑互助會於1973年註冊成立並於1974年註冊成為非牟利慈善機構，服務對象最初以華裔為主，近年逐漸延伸至其他族裔，到2010年中僑的服務對象中，華裔和其他族裔分別佔65%和35%。中僑互助會的英文縮寫「S.U.C.C.E.S.S.」是「"United Chinese Community Enrichment Social Service"」的意思。當地非華人多稱之為SUCCESS。

## 歷史

### 早期歷史
早年旅加華人都依靠同鄉會或會館，在幫助移民渡過生活難關上發揮了很大作用；但這些宗親組織也有一定的局限性，必須同姓同鄉，活動範圍狹窄，有的只講台山話。1967年由於受到大陸文革的影響，香港發生六七暴動，形成一股移民潮，其中就包括很多外省人。當時加拿大沒有一般的移民服務，於是葉吳美琪就開始考慮，最好有一個相對固定的機構來操作相關事宜，聯繫各類專業人士，盡可能系統全面地向移民提供服務。
葉吳美琪從渥太華大學取得碩士學位後，在加拿大聯邦政府工作三年，後於1973年與其他不同背景的加拿大華人於溫哥華共同創立中僑互助會。他們有共同的兩個理念：第一，移民能否適應及融入加拿大社會，必須要政府、主流社會及移民各方面共同合作才能成功；第二，要讓政府認識移民是加國的財富和資源，而不是負擔，政府對移民服務要有投資和支援。葉吳美琪擔任了創會會長，因從政府工作經驗熟悉其運作而成功從政府獲得三年撥款。
越南船民於1980年代陸續抵達大溫哥華地區後，亦開始使用中僑的服務。有見及此，中僑開始聘用操越南語的職員，為日後陸續拓展其他族裔的服務奠定基礎。
陶黃彥斌從1986年起出任中僑互助會行政總監，其後再升任行政總裁。

### 近期發展
陶黃彥斌於2005年心臟病發去世後，中僑委託獵頭公司物色人選繼任行政總裁，最終由陳志動脫穎而出，於2006年成為新一任行政總裁。
中僑互助會於2009年分別在台灣台北市和南韓首爾市設立辦事處，為移民提供離境前輔導。台北和首爾辦事處分別於同年3月3日和3月9日開幕。
陳志動於2010年11月退休，其行政總裁職務由署理行政總裁譚阜全接任。譚氏稱中僑日後將擴充運作模式，除新移民外也服務全體國民。

## 服務
中僑互助會提供服務包括：
- 移民適應公共教育
- 新移民機場接待服務
- 社區諮詢、免費法律諮詢、翻譯服務及聯絡
- 家庭服務
- 青少年及兒童服務
- 婦女服務
- 耆英服務
- 組織義工服務團隊
- 語言及就業培訓
- 創業、商業及經濟發展相關資訊和訓練

因為加拿大有越來愈多的人想開創小型生意及成為自僱者，加上商業移民激增，中僑開辦了小型生意培訓服務如查詢、講座、參觀和交流聯絡活動等，也設立各類商業課程包括：青年創業培訓課程、小型生意創業培訓課程
- 耆英護理服務
- 健康教育和服務

## 架構
中僑下分為三個組織，如下：
- 中僑社會服務中心
- 中僑護理服務協會：1995年成立，在大温地區提供一系列連續性的優質及切合文化的耆英服務，其各部門分列如下： 
  - 錢梁秀容日間護理中心[14]
  - 列治文市支援式生活房屋（Austin Harris Residence）
  - 李國賢護理安老院
  - 樂群苑
- 中僑基金會（S.U.C.C.E.S.S. Foundation）：2001年12月註冊成立的一個慈善基金，專責為中僑互助會及其屬下組織籌募經費，以支持該會以改善社區為使命的各項工作。每年主辦三個大型籌款項目（參看下文）。現任主席為葉吳美琪。

## 人物
- 葉吳美琪：創辦人、現任理事、前任主席（1973年），是現任中僑基金會主席；曾任溫哥華市議員。
- 陶黃彥斌：前行政總裁，2005年因心臟病去世。[15]
- 陳志動：前行政總裁（2006年-2010年）[16][17]
- 譚阜全：現任行政總裁
- 郭子俊：現任主席

此外，過去為中僑互助會擔任過義工和其它職務的知名人士有不少，包括曾任中僑顧問的前卑詩省省督林思齊，以及曾任中僑互助會主席的律師樂美森。

## 經費
中僑互助會常務經費來源包括下列：
- 60%--由加拿大各级政府資助
- 1%--加拿大聯合公益金（英语：United Way of Canada）（United Way）
- 4%--向社區其他人士籌集
- 35%--中僑基金會

## 大型籌款活動
- 每年中僑互助會屬下的中僑基金會主辦三個大型籌款項目：
  - 《中僑慈善群星夜》
  - 《中僑百萬行》
  - 《中僑慈善高爾夫球賽》2009年
- 中僑基金會主辦其他籌款項目：
  - 2009年--《倫永亮慈善音樂會》[永久]
  - 2006年10月30日--《葉麗儀敬老慈善音樂會》[18]

## 出版工作
中僑互助會出版部每月定期出版報刊《松鶴天地》，旨在讓大溫地區的市民能夠每月擁有一份健康及老幼咸宜的讀物。因為是非牟利刊物，所以在經濟上需要各方善長的資助，在運作上(如寫作、採訪、校對、發行、廣告等方面)亦需要大量的熱心義工幫忙。松鶴天地創刊於1985年10月，每期發行一萬份，於大溫地區中僑互助會各辦事處、部分公立圖書館、社區中心、銀行、餐館或商店內免費索閱。另設郵寄服務，訂閱讀者遍及大溫地區、加國其他省份、美國、香港、中國及東南亞各地。
中僑近年來亦致力出版書刊，如健康教育書籍、英語課本、入籍課本、新移民指引等。出版書籍包括：
- 《就診良伴》--於半年內售出四千餘冊，並發行至北美各大城市，極獲好評。
- 《Customers From Afar - Your Key To Serving Chinese Consumers》(英文書)--介紹中國文化的特色及歷史背景、華人生活習慣及加拿大華裔市場的發展趨勢，對消除華洋文化的隔閡及促進族裔的溝通，有一定的效用。[19]

## 獎項或榮譽
- 1994年--被頒發《傑出貢獻獎狀》--加拿大聯邦政府移民部
- 2004年1月--被鑒定為《優質服務機構》--美國『評審議會』。

## 外部連結
- 中僑互助會官方網站（页面存档备份，存于）
- 中僑基金會網址（页面存档备份，存于）
- 中僑互助會2007年宣傳片
- 中僑互助會對外發佈的新聞稿
- 台灣電視節目--發現新台灣介紹中僑互助會part 1（页面存档备份，存于）
- 台灣電視節目--發現新台灣介紹中僑互助會part 2（页面存档备份，存于）